# نیکولای گرگوف
نیکولای گرگوف (بلغاری: Николай Бориславов Гергов؛ زادهٔ ۱۷ مارس ۱۹۷۸) کشتی‌گیر اهل بلغارستان است.